# لاعب هجوم خلفي

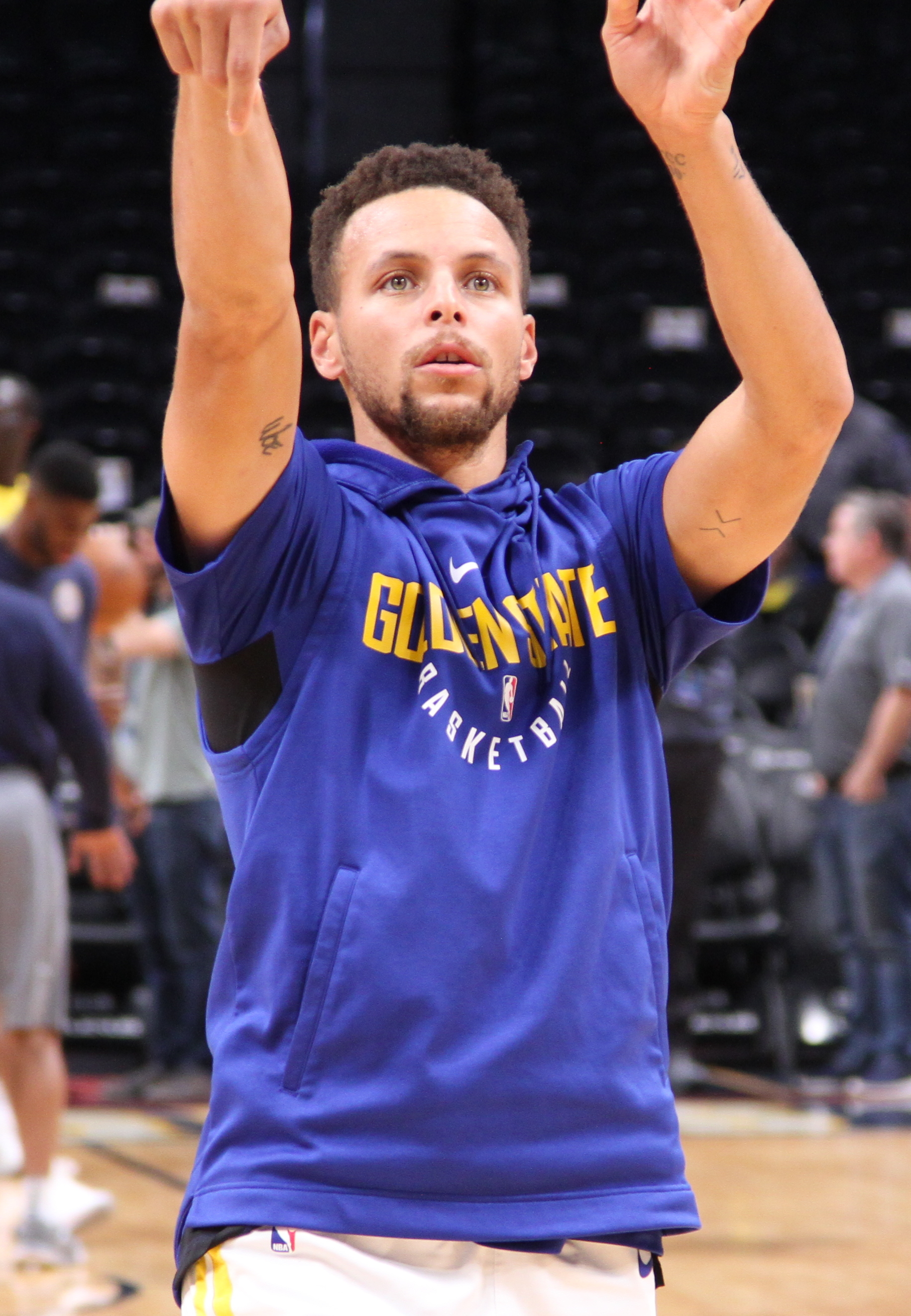
البوينت جارد ستيفن كاري. فاز كاري أربع بطولات في الدوري الأميركي للمحترفين مع غولدن ستايت ووريورز.

لاعب هجوم خلفي أو البوينت جارد هو مركز في لعبة كرة السلة عادة ما يكون أسرع لاعب في الفريق، ويقوم بتنظيم هجوم فريقه وتوجيهه من خلال قدرته على التحكم في الكرة والتأكد من وصولها للاعب المناسب في الوقت المناسب.

## قائمة أهم لاعبي المركز

### رجال
- ستيفن كاري
- ستيف ناش
- غاري بايتون
- جا مورانت
- كايري إيرفينغ
- تيودوروس بابالوكاس
- راسل وستبروك

### نساء
- تيشا بينيتشيرو
- داون ستالي
- سيلين دوميرك